# Banda calypso
Pour les articles homonymes, voir Calypso (homonymie).

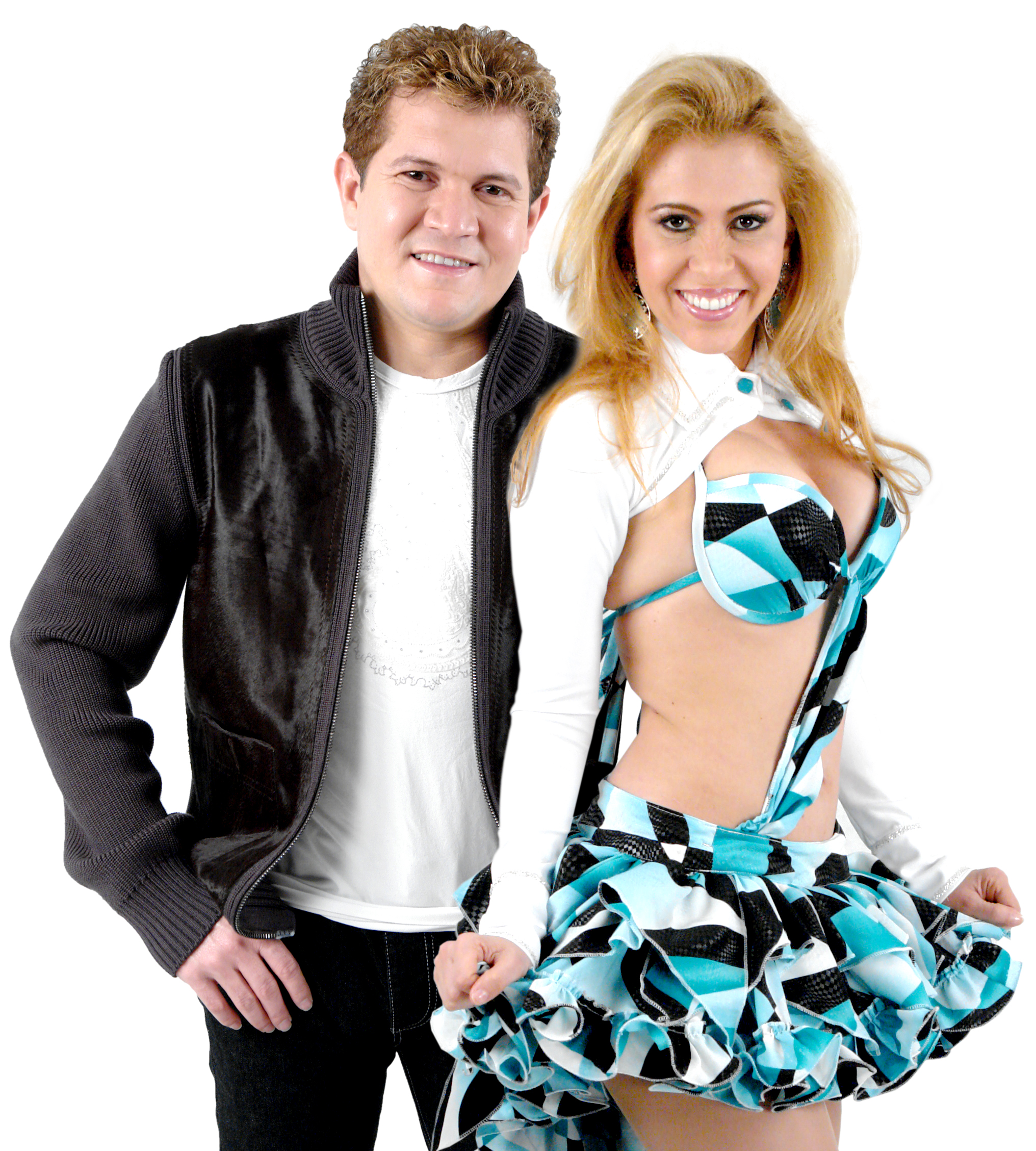
Joelma et Chimbinha, membres de Banda Calypso

Banda Calypso est un duo musical brésilien. Créé à Belém en 1999, il est composé du couple Joelma (voix et chorégraphie) et Chimbinha (guitare). À ses débuts, sa notoriété fut limitée au circuit musical dans le nord et le nord-est du Brésil. En 2015, le groupe était considérablement plus connu dans tout le pays et a commencé à faire carrière à l'étranger.

## Style musical
La "Banda Calypso" est célèbre au Brésil pour sa musique calypso, un rythme original du sud des Caraïbes, adaptée aux rythmes régionaux du Pará. Les observateurs considèrent que le ska a aussi grandement influencé les œuvres du groupe. Dans une grande part de leur œuvre musicale, on retrouve un mélange de styles divers, reflétant les nombreuses influences musicales du groupe. 
Bien que les influences caribéennes du groupe soient incontestables, la famille musicale de la Banda Calypso reste le brega.

## Discographie
10 albums sont l'œuvre du groupe:
- Volume 1
- Ao vivo (en "live")
- Volume 3
- Os Maiores Sucessos - Banda Calypso ("les plus grands succès")
- Volume 4
- Volume 5
- Volume 6
- Volume 7
- Volume 8
- Volume 9 "Calypso pelo o Brasil"
- Volume 10

Ils ont aussi produit 3 DVD de leurs prestations.